# Agnes von Krusenstjerna
Agnes Julie Fredrika von Krusenstjerna (født 9 oktober 1894 i Växjö - død 10 marts 1940 i Stockholm) var en svensk forfatterinde. Mange af hendes bøger er oversat til dansk af forfatteren og oversætteren Astrid Ehrencron-Kidde.

## Familie
Agnes von Krusenstjerna fødtes i Växjö i Småland, men voksede op i Gävle i Nordsverige og Stockholm. Hun var af adelig slægt både på moderens og faderens side og var datterdatters datter af Erik Gustaf Geijer, datterdatter af Adolf Ludvig Hamilton, og niece til Edvard von Krusenstjerna og politikeren Hugo Hamilton. Hun led periodevis af psykisk sygdom og måtte behandles på sindssygehospital. Agnes von Krusenstjerna giftede sig 1921 med David Sprengel.

## Litterær karriere
Agnes von Krusenstjerna studerede ved Anna Sandströms lærerindeseminarium i Stockholm. Hun debuterede som forfatter 1917 med Ninas dagbog, som er en pigebog i romanform. Hun fik sit store gennembrud med romanerne om Tony, som udkom mellem 1922 og 1926. En serie på tre fortløbende udviklingsromaner om en ung pige i et overklassemiljø. Serien bestod af Tony vokser op, 1922, Tonys læreår, 1924 og Tonys sidste læreår, 1926. Det, som gav lige præcis disse romaner stor gennemslagskraft, var, at de var forfattet med en seksuel åbenhed, som i det tidlige 1900-tal var meget usædvanlig. Romanerne skildrer også livet på et sindssygehospital. 
Ud fra nutidens perspektiv, hvor man er vant til et helt andet niveau af seksuel åbenhed inden for litteraturen og i det øvrige samfund, forekommer romanerne om Tony relativt harmløse. I begyndelsen af 1900-talet var litteraturen i almindelighed mere sædelig og kysk i forhold til nutidens litteratur. En åben diskussion om sex var kontroversiel, hvilket resulterede i, at forfattere, som overskred grænsen for, hvad der ansås for at være korrekt og gangbart, fik stor opmærksomhed, men også kunne have svært ved at få udgivet deres bøger. Agnes von Krusenstjerna var en af disse forfattere.
Agnes von Krusenstjernas anden romanserie Frøknerne von Pahlen skabte stor kontrovers i Sverige i og med, at de syv bøger indeholder samlejeskildringer og incestmotiver. Dette førte til den såkaldte Krusenstjernafejde, eller von Pahlenfejden. Biblioteksbladet kaldte romanserien for "En syg roman med delvis glinsende partier, men i sin nuværende skikkelse ulæselig for en større almenhed." Serien er filmatiseret af Mai Zetterling under titlen Elskende par i 1964. Krusenstjernafejden foregik i to år (1933-1935) og var en principiel kamp om litteraturens og digtningens forhold til de etiske og moralske normer, som var gældende i datidens samfund. I konflikten havde Krusenstjerna blandt andet støtte af digterne Eyvind Johnson, Johannes Edfelt, Elmer Diktonius og ikke mindst Karin Boye, som drog paralleller til den censur, der udøvedes mod visse former for litteratur i Nazityskland. Den trængte forfatterinde modtog også støtte fra den liberale politiker og journalist Torgny Segerstedt. Krusenstjernafejden nåede sit klimaks i 1935 på en konference i Sigtuna, hvor et af diskussionsemnerne var digtning og moral. Et central aspekt i fejden som helhed var kvinders ret til verbalt at udtrykke sig frit og kampen om en friere seksualmoral.
Hendes sidste romanserie var den selvbiografiske Fattigadel (1935-1938 i fire dele), der aldrig blev afsluttet. Dens udgangspunkt er selvbiografisk ligesom dele af Tonybøgerne, men den nærmer sig også visse af forfatterens slægtninge. Sidste del kulminerer i et selvmord, som er en omdigtet version af Krusenstjernas kusine Viveca Hamiltons voldsomme selvmord i 1917, en hændelse som havde chokeret slægt og familie, og som Krusenstjerna var kommet til at se som en forudskikkelse af sin egen neurose. Efter at have skrevet I livets vår sygnede Krusentjerna hen; og i begyndelsen af 1940 fik hun diagnosticeret en tumor i hjernen. Hun døde kort efter en operation i marts 1940. Hendes mor, som hun ofte havde udpeget som sin fjende, var med ved hendes dødsleje.
I den svenske stats portrætsamling på Gripsholm Slot hænger et portæt af Krusenstjerna malet af Olga Raphael-Hallencreutz i 1933.
Forlaget Ti Vilde Heste udgav i 2023 et nyoversat udvalg af Krusenstjernas noveller under titlen Gitterporten.

### Romaner
- Ninas dagbog 1917
- Helenas første kærlighed 1918
- Fru Esters pensionat 1927

#### Tony-trilogien
1. Tony vokser op 1922
2. Tonys læreår 1924
3. Tonys sidte læreår 1926

#### Frøknerne von Pahlen
1. Den blå rullgardin 1930
2. Kvindegaden 1930
3. Høstens skygger 1931
4. Porten ved Johannes 1933
5. Elskende par 1933
6. Bryllup på Ekered 1935
7. Af samme blod 1935

#### Fattigadel
Seriens egentlige titel er Viveca von Lagercronas historia
1. Fattigadel 1935
2. Dunkelt mellem træerne 1936
3. Disse lykkelige år 1937
4. I livets vår 1938

### Novellesamlinger
- En dagdriverskes optegnelser (1923)
- Hændelser på vejen 1929
- Delt værelse på Kammakaregatan (1933)
- En ung dame farer til Djurgårdsbrunn (1933)
- Vivi, pige med melodi (1936)

### Digte
- Nonnernes Hus : Digte(1937)

## Henvisning
<references>Lagercrantz 1951, Agnes von Krusenstjerna; Johannes Edfelts efterord till I livets vår i Krusenstjernas samlade skrifter.</references